# ديريك بلانت
ديريك بلانت (بالإنجليزية: Derek Plante)‏ هو لاعب هوكي الجليد أمريكي، ولد في 17 يناير 1971 في كلوكيه في الولايات المتحدة.

## وصلات خارجية
- ديريك بلانت على موقع دوري الهوكي الوطني (الإنجليزية)
- ديريك بلانت على موقع قاعة مشاهير الهوكي (لاعب أن.إتش.أل) (الإنجليزية)
- ديريك بلانت على موقع EliteProspects.com (الإنجليزية)
- ديريك بلانت على موقع Eurohockey.com (الإنجليزية)
- ديريك بلانت على موقع HockeyDB.com (الإنجليزية)
- ديريك بلانت على موقع Hockey-Reference.com (الإنجليزية)